# Marmor cipollino
Karistijski marmor ali marmor cipollino je dobil ime v dobi renesanse po čebuli (italijansko: cipolla), današnje ime pa ustreza latinskemu imenu marmor carystium ali marmor iz Karystosa in tudi marmor styrum.

## Geološki opis
Ta vrsta marmorja ima belo-zeleno osnovo, prepreden pa je z vijugasto zeleno žilnatostjo, ki se nagiba k modrikastemu odtenku. S petrografskega vidika je to metamorfna kamnina in sicer kristalni marmor (kristali so velikosti med 0,2 in 0,6 mm) z ožiljem obarvanim z epidotom in klorom. 

## Nahajališča
Že od nekdaj je znano, da je območje Styre na Evboji bogato s kamninami in minerali. Marmor cipollino pridobivajo iz številnih jam, ki so ob morskem pasu na jugozahodu Evboje v Grčiji med mestoma Karystos in Styra. Jame različnih vrst temu podobnega marmorja pa so tudi na Iberskem polotoku (votlina Anasol), V Apeninih in v severovzhodni Grčiji ter Srbiji.

## Obdobje uporabe
Uporabljali so ga že Antični Grki, v Rim pa je bil uvožen v 1. stoletju n. št., kjer naj bi bil domnevno tudi prvi barvni marmor. Plinij starejši v svojem delu Naturalis Historia pripoveduje, da so bili stebri v hiši Claudia Mamurre, inženirja v Cezarjevi vojski v Galiji, okrašeni s tem marmorjem. Ko so nahajališča postala last cesarstva, se je marmor razširil po celem cesarstvu. Marmor je bil najbolj cenjen v času Hadrijana, uporabljal pa se je še tudi v bizantinskem obdobju v 5. stoletju.

## Kamnolomi
Na Evboji gre za dve kamnoseški območji:
- I. območje Styre
- II. območje gore Pyrgari.

Obe skupini kamnolomov sta si v marsičem tako podobni kot tudi različni. Kamnolomi na gori Pyrgari ležijo nižje od 400 m, kamnolomi na Krio Neru pa preko te višine, le ti pa so tudi najbolje ohranjeni. Kamnolomi v obeh skupinah imajo obliko konjske podkve s tem, da ima skupina na Pyrgariju zunanjo obliko pahljačasto. Za obe skupini je tipična prisotnost višjih in nižjih skalnih sten, kar je rezultat stratigrafije kamnolomov. Izhodi iz jam so vedno ogromni, za lažjo pridobitev marmorja na plano. Razlika je v tem, da imajo kamnolomi na Pyrgariju pogosteje skupne stene kot kamnolomi iz Styre. V obeh skupinah so bili na skalnih stenah najdene sledovi cepinov. Na obeh območjih, še posebej pa na Pyrgariju je bilo najdenih tudi veliko opuščenih monolitov in stebrov med odpadnim materialom v jamah, predvsem v okolici izhoda ali ob cestah, nekateri nedotaknjeni drugi razbiti ali v fragmentih. Najtežji blok je 
na Pyrgariju in sicer tehta 6 ton, najdaljši med njimi meri 7,80 m, največji premer znaša 2,15m. Povsod so uporabljali več različnih tipov škripčevja za dvigovanje marmorja, ki so se razlikovali po dimenzijah in zmožnostih glede na težo materiala, ki so ga morali dvigovati in je tehtal od 100 kg do 25 ton.
V obeh skupinah so bili najdeni sledovi svetišč, gotovo povsod posvečeni Herkulu.

### I. območje Styre
Znotraj tega območja sta znani 2 kamnoseški skupini in sicer Haghios Nikolas in gorska veriga Krio Nero, ki povezuje Haghios Nikolaos z Myteri.
Prva skupina kamnolomov leži na bočni strani Haghios Nikolaosa in se imenuje Klavdijanova skupina, ki ga je dobila po zelo velikem kamnolomu imenovanem Latomeia Claudiana (to ime je bilo vklesano na enem od stebrov ležečem tam). Skalne stene kamnoloma segajo do 16 m visoko nad današnjimi tlemi, ki je prekrito z debelo plastjo razbitkov in ruševin. Zato lahko domnevamo, da so bila originalno nižja in tako sama višina kamnoloma še večja. 
V drugi skupini gre za več kamnolomov na vzhodnem pobočju Krio Nero (približno 467 m nmv). To skupino lahko razdelimo na Krio Nero spodnjo vzhodno skupino (kamnolomi od številke 2- 6), na približno 440/450 m nmv, in na Krio Nero zgornjo vzhodno skupino (kamnolomi od številke 7 naprej) na približno 465/475 m nmv. Obe skupini vsebujeta manjše in večje kamnolome v večini katerih, so še danes vidne sledi orodja, ki so jih pustili antični lomilci kamna. 
Kar je zanimivo na območju Styre je med drugim tudi to, da ni bilo odkritih nobenih naselbinskih sledi glede na to, da je delovna sila (delavci, sužnji, kamnoseki, nadzorniki) morala nekje stanovati. Poleg tega ni bilo razen malenkosti v Latomeiji Claudiani najdenih nobenih napisov. Malo verjetno je, da bi obratovalnice v 19. stol. ali pa zob časa uničila popolnoma vse. 

### II. območje gore Pyrgari
Gre za območje na gori, ki je posejano s kamnolomi in je veliko približno 43.750 m² (ca. 4,4 ha). Kompleks zavzema 9 velikih delovnih področij (A, B, C, D, E, F, G, H, I) okoli glavne ceste. Kamnolomi ležijo na nadmorski višini od 314 do 394 m, nad zalivom Animborio in tesno skupaj. Čeprav je večina jam nepravilnih oblik, imajo v glavnem deloma obliko podkve. Nekatere kamnite stene iz katerih je bil marmor klesan so zelo visoke. Nekateri še vsebujejo sledi orodja - cepina in koničastega dleta. Veliki kupi odpadnega kamenja kažejo na to, da je tukaj proizvodnja kamnoseštva trajala dolgo časa, zato so dobili naziv stalni kamnolomi- tip kamnolomov, ki je imel posebno infrastrukturo, temelječo na racionalni bazi.
Tudi v večini teh kamnolomov so tla prekrita s plastjo ruševin in razbitki. Kamniti bloki in monoliti, ki ležijo na mestu, kjer so bili izklesani, na vhodu v kamnolom ali ob cesti, pričajo o opustitvi kamnolomov v določeni fazi. 
Ena največjih posebnosti pokrajine so kupi kamenja. Ti so morali biti premaknjeni daleč stran od delovnega območja, da niso ovirali delavcev in cest. Na nekaterih mestih sežejo ti kupi v višino tudi 20 m na drugih mestih pa so bili uporabljani z namenom kot neke vrste utrdbeni zid.
Na vrhu kamnolomov in ob cestah je bilo najdenih veliko lukenj za škripčevje dvigal. Najdeni so tudi ostanki manjših svetišč, kovačnic oziroma topilnic, hladilnih ali vodnih bazenov. Vse to kaže na to, da je bilo tu kamnoseštvo sistematično organizirano in je trajalo dalj časa. Na večini mest se metode in tehnike kamnoseštva lahko razbere iz sledi, ki so ostale na kamnu. Točen vpogled v posamezne faze kamnoseštva pa je viden iz posameznih monolitov, ki še ležijo in situ. Na prvi pogled izgleda kot da so kamnolome izkoriščali v različnih obdobjih. Pri nekaterih vse kaže na to, da ko so prenehali z njegovim izkoriščanjem, so ga uporabljali kot odlagališče, čemur v prid govori tudi planiranje cestišča. 

#### Kamnolom A
Ta kamnolom je lociran na desni takoj nad glavno cesto (M6) na točki, kjer se cesta vključi v območje kamnolomov. Ta kamnolom je največji od devetih. V njem so še vedno dobro vidne meje delovnega območja. Vhod je orientiran proti JZ. Desno od njega je viden bazen za napajanje živine za tovorjenje. V bližini vhoda so bili najdeni tudi velik steber in 15 grobo oblikovanih pravokotnih marmornih plošč. Ti bloki se precej razlikujejo po velikosti; največji meri 2,26 m³, najmanjši pa 0,544 m³. Štirje od njih imajo prostornino večjo od 1 m³, 10 pa jih je manjših od 1 m³. Monolita ni mogoče videti v celoti, ker sta oba konca zakopana v zemljo, del ki je viden, pa meri 7,80 m po dolžini in približno 1 m v premeru. Ves ta material je bil pripravljen za transport. Na sredini jame oziroma kamnoloma leži ogromen kup odpadnega materiala v stožčasti obliki. Le ta gotovo spada k drugemu kamnolomu, ki je bil v rabi še tudi v sedanjem času. Na večini marmornih blokov so vidni ostanki lukenj od svedrov za razstrelni smodnik, česar ni nikjer drugje. V tem kamnolomu so tudi ostanki majhnega svetišča izklesanega iz kamna z reliefom, ki predstavlja boga, kateremu je bilo svetišče posvečeno - Herkulu. 

#### Kamnolom B
Območje tega kamnoloma je polno razbitkov in ruševin. Plast je tako visoka, da je nemogoče določiti nivo tal antičnega kamnoloma. Je dosti manjši od kamnoloma A. Nobena stena kamnoloma ni ohranjena tako dobro, da bi lahko prepoznali metode lomljenja kamna. Vidnih je le nekaj sledi orodja na višini treh metrov. Niti ni sledu o nobenem monolitu ali bloku. Kamnoloma B in C loči le ena vmesna stena.

#### Kamnolom C
Ta majhen kamnolom pravokotne oblike je nadvse zanimiv. Je odlično ohranjen; dobro so vidne sledi uporabljanega orodja in opreme, namestitve škripca in vhod v kamnoseško območje kamnoloma. Ker je kamnolom tako dobro ohranjen in ker so njegove meje tako dobro razvidne so lahko izračunali približen volumen odpeljanega materiala (upoštevali so, da nivo antičnih tal ni točno znan), kar znaša približno 3500 m³. Jasno pa je, da tla niso bila dosti nižja kot pri drugih kamnolomih.
Vhod v kamnolom leži proti zahodu, izhod pa je lociran 35 m od ceste M. Na tem delu leži eden od blokov, ki meri 2,20 x 0,90 m, in nakazuje smer v katero je bil material odpeljan. 

#### Kamnolom D
Ta kamnolom ima pravilno pravokotno obliko, s površino 1000 m². V tem kamnolomu je težko določiti točne višine sten, ker so antična tla prekrita z debelo plastjo razbitkov in ruševin, s katerim je pokrit tudi vrh kamnoloma. Material pridobljen iz kamnoloma je bil lociran SV proti kamnolomu C in JZ od kamnoloma D. Dva zapuščena stebra po vsej verjetnosti nakazujeta smer proti kateri je bil material transportiran. 

#### Kamnolom E
Izkoristek tega kamnoloma je bil daljši a bolj nereden kot pri kamnolomu D. Del kamnoloma kjer je stena visoka 14 m je popolnoma zasut. Material pridobljen v tem kamnolomu je bil po vsej verjetnosti prav tako prenesen na južno stran preko kamnoloma D. Dva stebra ležita s spodnjim delom še spojena s podlago, zgornja dela pa sta že izoblikovana. 

#### Kamnolom F
Leži med kamnolomoma E in G. V jami leži velik marmorni blok, ki je očitno nedokončan dvojni steber. Na spodnji strani se že lepo vidi oblika dveh stebrov, zgornja stran bloka pa je še ploska. Skalne stene v kamnolomu so visoke od 4 do 5 m in tudi tu nivoja antičnih tal ni mogoče določiti. Skalne stene kažejo ostanke preperevanja in obdelave. Ta kamnolom je vezan na glavno cesto M.

#### Kamnolom G
Kamnolom leži čisto blizu kamnoloma F, loči ju le ena vmesna stena. Jama je majhna, dolga in ravna, širine komaj 13 m, celotna njena površina pa meri približno 312 m². Trije stebri so bili delno izklesani iz skale. Na zgornjem delu so zaokroženi, spodnji del pa je ostal spojen s skalno osnovo. Prvi steber je dolg 4,60 m, kamniti breg iz katerega naj bi bil odrezan pa je visok 1,20 m. Drugi meri 3,40 m oziroma njegov del, ki je viden na površini, saj del njega leži skrit pod kamenjem. Tretji steber pa je najmanjši. Neizkoriščeni deli stebrov in blokov so zbrani na eni strani jame iz česar se predvideva, da je material zapustil kamnolom na južni strani v smeri glavne ceste M. Razbitki in ruševine ležijo povečini na zahodu in jugu in so do danes zdrsnile proti kamnolomu H.

#### Kamnolom H
Ta kamnolom leži najzahodneje od te celotne skupine kamnolomov. Jama ima obliko konjskega kopita. Antična tla prekriva rastlinje, drobci kamenja in zemlja. Na sredini jame ležijo 4 stebri, orientirani proti izhodu. Material iz tega kamnoloma je bil transportiran na jug, vendar ne po glavni poti ampak po eni od stranskih. Velike količine odpadnega materiala so deponirali na JZ del jame. 

#### Kamnolom I
Lociran je čisto blizu glavne ceste M. Vidnih je le 17 m zahodne skalne stene in 42 m vzhodne.

## Cestna povezava
Vsi ti kamnolomi so med seboj povezani s skrbno narejenimi cestnimi povezavami. Celotni cestni sistem je možno rekonstruirati na podlagi orientacije kamnolomov, jam za lesene stebre in na podlagi samih ostalin cest. 
Na obeh območjih je bil zgrajen sistem cest, v katerem so se vse stranske ceste združile v glavno, ki pelje do končne točke - morja, po katerem je tovor potoval naprej. Sledi ceste so lahko zelo slabe; le kot skromna sled kolovoza ali pa se vidi cesta skoraj še v vsej svoji popolnosti. Skupna lastnost vseh cest je, da so vse sledile zahtevnosti terena in se mu prilagajale, s tem da so morale biti ravno prav strme. Situacija na Pyrgariju je bila malo bolj zapletena, saj se je naklon ceste bolj strmo spuščal proti morju, ker je bila tudi razdalja krajša. 
Na območju Styre je transport skoraj zagotovo potekal z vozmi, za razliko od Pyrgarija, kjer je bil edino možen prevoz s posebnimi sankami. Kolovoz na Pyrgariju je relativno plitek in raven s profilom v obliki črke U, na Styri pa so pogosto širši in globlji in različnih tipov. Iz tega lahko sklepamo, da so bili uporabljani povsem različni tipi transporta.

### I. območje Pyrgari
Najbolj pomembna in impresivna je cestna povezava na gori Pyrgari. Le-ta sestoji iz glavne ceste (M), ki se prične v kamnolomu F in G in iz številnih stranskih cest vse stekajoče se h glavni cesti. Kamnoloma I in H ležita zahodno od te glavne ceste, ostalih 5 (E, D, C, B in A) pa so situirani vzhodno od nje. Je 1002 m dolga; njenih 295 m se vleče po območju kamnolomov, ostalih 707 m pa vodi do morja. Cesta se spusti iz začetnih 385 m na višino 77,18 m; zadnji del ceste do morja ima majhen naklon. Naprej se sledi izgubijo, vendar se da cesto izslediti z zadnjim vidnim delom kolovoza s pristaniščem. Cestišče je na tem območju zgrajeno pogosto iz velikih kamnov ali iz delov po dolžini razbitih stebrov. Na določenih mestih so morale biti ceste zelo močno utrjene, saj se je po njih prevažalo nekaj ton težke kose. Cestno površje kaže oboje - kolesnice, ki so izklesane v cesto ali kolesnice, ki so nastale z uporabo. Na vzhodni strani, kjer cesta poteka po grapi, cesta včasih teče po utrjenem zidu, ki je podprt z zidovi zgrajenimi na terasah. Prostor med zidovi je napolnjen s kamenjem. 

### II.območje Styre
Temu območju so služile štiri ceste: Via Claudiana, glavna cesta, ki je vodila od Latomeie Claudiane, sekala celotno območje spodnje skupine in izginila preko sedla med Krio Nerom in Myteri, kjer se prične spust proti morju. Cesti A in B sta služili zgornji skupini. Obe sta deloma prekriti z ruševinami, kar zelo otežuje določitev njune točne lokacije in njuno končno destinacijo. 

#### I. Via Claudiana
Začetna točka ceste je gotovo pokopana pod ruševinami zahodno od Latomeie Claudiane. Prvih 175 m ceste je služilo samo kamnoseškemu kompleksu Latomeia Claudiana. Naprej se je vila proti Krio Neru, kjer je vstopila v kamnolom št. 2. Ta prvi del ceste sestoji na umetno grajeni terasi, utrjeni z zidom, ki je ponekod še ohranjen. Narejen je iz drobnih in srednje velikih kamnov, podlaga pa je bila iz velikih kamnitih plošč, ki so bile gotovo material z nekimi napakami ali kako drugače neuporabni. Isti način gradnje je bil zasleden tudi v Pyrgariju, kjer so bili celotni stebri vdelani v cesto. In sicer iz dveh razlogov; zaradi trdne podlage in gospodarskih razlogov (varčnost). Temelji tega zidu so ohranjeni do višine 0,60 / 0,70 m do nekaj metrov. Približno 850 m ceste Via Claudiana od Latomeije Cluaudiane do sedla med Krio Nerom in Myteri, je bilo odkrite in pregledane. Ta cesta, ki vodi do kamnolomov št. 1, 2, 4 in 6 je izpolnjevala glavno poslanstvo, po njej se je vršil velik del transporta. Cesta je spretno zgrajena glede na zahtevnost terena, ki vsebuje kamnite police, ki se spuščajo v obsežne nizke in vzporedne stopnice. V prvem delu ceste (A-L), ni bilo na nobeni točki opaženih lukenj za lesene stebre, ki bi kontrolirali hitrost transportnih vozil. Od točke L naprej pa se struktura spremeni: velika večina cestišča ali vsaj notranja stran ceste je del trdne podlage oziroma žive skale. Tudi na tem delu ni bilo odkritih nobenih lukenj za stebre. Kolovoz ima med točkama L in O profil U- oblike, med O in Q pa V- obliko. 

#### II. Cesta A
Ta cesta se pojavi na točki AA izpod ruševin kamnoloma št. 7, pod slemenom na vzhodnem pobočju Krio Nera, kjer zapuščeni marmorni bloki in fragmenti stebrov ležijo zapuščeni in neizkoriščeni. Kmalu na začetku poti je ohranjen del kolovoza. 

#### III. Cesta B
Ta cesta se prične v kamnolomu št. 7 nekaj metrov nad cesto A. Njen prvi del je prekrit z ruševinami in je bil delno uničen od sodobnega poseganja. Prve jasne sledi so najdene na delu, kjer cesta prečka del kamnoloma. Tu je bil tudi najden dvojni podporni zid (na vzhodni strani proti dolini); širok okrog 0,80 m in 1 m visok. Na koncu se pot združi s cesto Via Claudiana.
Od vseh treh cest v območju Styre je cesta B najbolj problematična in s tem najzanimivejša. Njena dolžina je približno 490 m. Cesta teče vijugasto v smeri proti Vii Claudiani. Je najbolj skrbno zgrajena cesta, na vsaki točki, kjer je bila potreba po zvišanju nivoja, je bil zgrajen masiven zid. Celotna konstrukcija te ceste kaže, da je bila celotna podlaga prekrita s plastjo emplektona, več kot 1 m debeline na določenih mestih. Sama sestava tal ni bila nič zahtevnejša kot pri ostalih dveh. Neverjetno se zdi, da bi cesta takega tipa lahko zdržala močne pritiske, ki so nastali ob transportu težkih kamnov. Možna hipoteza je, da je bila cesta namenjena praznim vozovom ali vozovom, ki so prevažali opremo in hrano do kamnoloma št. 7 in drugih. Ko je Latomeia Claudiana prišla v uporabo je morda promet po Vii Claudiani postal pregost. Ne glede na možnosti in verjetnosti pa ni mogoče zagotovo reči, zakaj je bila cesta B tako skrbno zgrajena, ko pa zgleda da je imela le sekundarno vlogo. 
Cestna povezava kamnoseškega območja Styre je dokaz odličnih organizacijskih spretnosti tistih, ki so jih zgradili in njihove volje. Vse skozi so metode gradnje skrbno izbrane glede na zahteve samega terena in prevozna sredstva, ki so uporabljala cesto. 

## Uporaba marmorja
Marmor cipollino so uporabljali predvsem za gladke stebre velikih dimenzij, baze, plošče in obloge sten. Uporabljan pa je mnogokrat tudi kot eden od kamnov v tehniki opus sectile. Marmor cipollino krasi npr. naslednje komplekse: Hadrijanova knjižnica v Atenah, tempelj Serapeo v Pozzuliju (latinsko ime je Puteoli), preddverje templja Antonina in Favstine v Rimu, Hadrijanova vila v Tivoliju, mavzolej na Karystosu. V Rimu je danes ohranjenih preko 500 stebrov iz tega marmorja. Fragmenti pa so bili najdeni tudi v ruševinah Kartagine in ostalih antičnih mestih severne Afrike.